# Erfinderbenennung
Die Erfinderbenennung ist eine vom Patentanmelder im Patenterteilungsverfahren vor dem Deutschen Patent- und Markenamt (DPMA) – obligatorisch – abzugebende Erklärung. Sie darf nicht mit der so genannten Erfindernennung (Erfinderehre) verwechselt werden, bei der es sich um einen persönlichkeitsrechtlichen Aspekts des Rechts an der Erfindung handelt.

## Gesetzliche Grundlage
Gemäß § 37 Abs. 1 Satz 1 Patentgesetz (PatG) hat "der Anmelder...innerhalb von fünfzehn Monaten nach dem Anmeldetag oder, sofern für die Anmeldung ein früherer Zeitpunkt als maßgebend in Anspruch genommen wird, innerhalb von fünfzehn Monaten nach diesem Zeitpunkt den oder die Erfinder zu benennen und zu versichern, dass weitere Personen seines Wissens an der Erfindung nicht beteiligt sind".

## Rechtsgrund
Die Unabdingbarkeit der Erfinderbenennung ergibt sich aus § 6PatG. Denn nach Satz 1 dieser Vorschrift hat "das Recht auf das Patent... der Erfinder oder sein Rechtsnachfolger". "Haben mehrere gemeinsam eine Erfindung gemacht, so steht ihnen das Recht auf das Patent gemeinschaftlich zu", § 6 Satz 2 PatG. "Haben mehrere die Erfindung unabhängig voneinander gemacht, so steht das Recht dem zu, der die Erfindung zuerst beim Patentamt angemeldet hat", § 6 Satz 3 PatG.

## Rechtsübergang auf den Patentanmelder
Handelt es sich bei dem Patentanmelder nicht oder nicht allein um den Erfinder, sondern um dessen Rechtsnachfolger (dem gemäß § 6 Satz 1 PatG – alternativ – ebenfalls das Recht auf das Patent zusteht (siehe oben)), so bestimmt § 37 Abs. 1 Satz 2 PatG, dass er anzugeben hat, wie das Recht auf das Patent auf ihn gelangt ist. Der Rechtsübergang muss glaubhaft und mit hinreichender Deutlichkeit angegeben werden. Handelt es sich bei der zum Patent angemeldeten Erfindung um eine so genannte Diensterfindung eines Arbeitnehmers, der bei einem als Patentanmelder fungierenden Arbeitgeber abhängig beschäftigt ist, so genügt regelmäßig der Hinweis, dass der benannte Erfinder  Arbeitnehmer des Patentanmelders (und damit ein so genannter Arbeitnehmererfinder) ist. (In der Praxis stammen ca. 90 % aller zum Patent angemeldeten Erfindungen von Arbeitnehmererfindern.). Genau genommen erfolgt der Rechtsübergang vom Arbeitnehmererfinder auf den Arbeitgeber in aller Regel durch unbeschränkte Inanspruchnahme der Erfindung gemäß den §§ 6 Abs. 1, 7 Abs. 1 ArbEG. Bei Erfindungen, für deren Rechtsübergang nicht das ArbEG einschlägig ist, verlangt das DPMA als Nachweis für den Rechtsübergang auf den Patentanmelder die Angabe des betreffenden Übertragungsvertrages (incl. Vertragsdatum!).

## Form
Für die Abgabe der Erfinderbenennung ist gemäß § 1 ErfBenVO Schriftform vorgeschrieben, wofür ein gesondertes Schriftstück gefordert wird. Gemäß § 2 Nr. 5 ErfBenVO muss die Erfinderbenennung die Unterschrift(en) des Patentmelders bzw. – bei mehreren Anmeldern – der Patentanmelder enthalten.

## Fristen
§ 37 Abs. 1 Satz 1 PatG setzt dem Patentanmelder für die Abgabe der Erfinderbenennung und der im Zusammenhang damit stehenden Angaben (siehe oben) eine Frist von fünfzehn Monaten, die "nach dem Anmeldetag oder, sofern für die Anmeldung ein früherer Zeitpunkt als maßgebend in Anspruch genommen wird", nach diesem Zeitpunkt beginnt. § 37 Abs. 2 Satz 1 PatG  verpflichtet das DPMA allerdings, "eine angemessene Fristverlängerung" zu gewähren, wenn "der Anmelder glaubhaft" macht, "dass er durch außergewöhnliche Umstände verhindert ist, die in Absatz 1 (von § 37) vorgeschriebenen Erklärungen rechtzeitig abzugeben". "Die Frist soll nicht über den Erlass des Beschlusses über die Erteilung des Patents hinaus verlängert werden", § 37 Abs. 2 Satz 2 PatG. "Bestehen zu diesem Zeitpunkt die Hindernisgründe noch fort, so hat das Patentamt die Frist erneut zu verlängern", § 37 Abs. 2 Satz 3 PatG.

## Keine Prüfung
Zwar unterliegen die Erfinderbenennung und die im Zusammenhang damit zu machenden Angaben gemäß § 124PatG der Wahrheitspflicht, weil es sich dabei um "Erklärungen über tatsächliche Umstände" handelt, die "im Verfahren vor dem Patentamt" abgegeben werden. Gleichwohl wird "die Richtigkeit der Angaben... vom Patentamt nicht geprüft", § 37 Abs. 1 Satz 3 PatG. Der Grund für diese gesetzliche Regelung liegt darin, dass das patentamtliche Erteilungsverfahren nicht durch eine Erörterung und Prüfung der Erfinderschaft (sachlich und zeitlich) belastet werden soll.

## Sanktionen
Besondere Sanktionen, etwa strafrechtlicher Art, für die Nichtabgabe, fehlerhafte oder nicht fristgerechte Abgabe der Erfinderbenennung sieht das Patentgesetz nicht vor. So haben unrichtige Angaben auch keine nachteiligen Folgen für das patentamtliche Verfahren oder für das erteilte Patent, weil sie für die Patenterteilung nach § 37 Abs. 1 Satz 3 PatG nicht ursächlich sind. Sie erfüllen deshalb auch nicht den Tatbestand der Patenterschleichung. Eine unrichtige Benennung des Erfinders führt jedoch gemäß § 63 Abs. 2 Satz 1 PatG zu einem Berichtigungsanspruch des wirklichen Erfinders gegenüber dem Patentanmelder bzw. -inhaber sowie der zu Unrecht als Erfinder benannten Person. Wird die Abgabe der Erfinderbenennung innerhalb der – gegebenenfalls verlängerten – Fristen des § 37 Abs. 1 Satz 1 bzw. Abs. 2 Satz 1 bis 3 PatG versäumt, so gibt das DPMA gemäß § 37 Abs. 2 Satz 4 PatG dem Patentinhaber "sechs Monate vor Ablauf der (letzten) Frist Nachricht, dass das Patent erlischt, wenn er die vorgeschriebenen Erklärungen nicht innerhalb von sechs Monaten nach Zustellung der Nachricht abgibt". Eine Nichtabgabe oder nicht fristgerechte Abgabe der Erfinderbenennung kann also zur schwerwiegenden Folge eines Verlustes des (bereits erteilten) Patents führen.